# Snyder (Oklahoma)
Snyder – miasto w Stanach Zjednoczonych, w stanie Oklahoma, w hrabstwie Kiowa.